# 戦力明記論
戦力明記論（せんりょくめいきろん）とは、日本国憲法の改正によって、憲法に日本の保有する戦力とその立ち位置を明記するべきだとする主張のこと。

## 国防軍の保有
日本に「国防軍」ないし「自衛軍」という組織を置くことにより、日本に軍隊を持たせるという自由民主党の構想である。
現在の日本に置かれている自衛隊は、国内法（自衛隊法）に則って設置された行政機関の一つとされているため、日本の現行の国内法の上では軍隊に当てはまらない。そのため現段階では警察と同様に国内法によりその活動内容は制限されているが、国防軍という形に組織変更がされ各国と同様の軍隊となるならば国内法から自由となり、国際法で禁止されている事柄以外は自由な活動を許されるものとされる。これは自衛隊が元々は警察予備隊として国内での警察力を補完する組織として設立された経緯から、自衛隊法が警察法に近い性格を有していることに起因する。ただし、現状でも自衛隊法第106条から115条までの規定により道路交通法や銃刀法など他の国内法の適用の一部除外や特例を認める形をとっている。
第46回衆議院議員総選挙（2012年）に向けた自民党の政権公約においては「平和主義は継承しつつ、自衛権の発動を妨げないこと、国防軍を保持することを明記」とされ、当時の自民党から発表された『日本国憲法改正草案』にも、「国防軍」の保持について「我が国の平和と独立並びに国及び国民の安全を確保するため、内閣総理大臣を最高指揮官とする国防軍を保持する」などと記された。